# 谷洋一
谷 洋一（たに よういち、1926年〈大正15年〉12月1日 - 2011年〈平成23年〉10月24日） は、日本の政治家。勲章は勲一等旭日大綬章。正三位。
農林水産大臣（第30代）、北海道開発庁長官（第56代）、沖縄開発庁長官（第25代）、衆議院議員（9期）、兵庫県議会議員（2期）等を歴任した。
息子は第100代国家公安委員会委員長、衆議院議員の谷公一。

## 概要
兵庫県美方郡村岡町（現香美町）生まれ。兵庫県立第一神戸商業学校（現兵庫県立神戸商業高等学校）卒業。28歳で町議会議員に初当選し、町議を3期、町長・兵庫県議会議員を2期ずつ務める。1976年、第34回衆議院議員総選挙に旧兵庫県第5区から自由民主党公認で立候補し、当選。以後、9回連続当選。中選挙区時代の最大のライバルは、民社党の佐々木良作（元民社党委員長）であった。
1990年、第2次海部改造内閣で北海道開発庁長官兼沖縄開発庁長官に任命され、初入閣を果たした。小選挙区比例代表並立制の導入に伴い、1996年の第41回衆議院議員総選挙には新設された兵庫県第5区から立候補し、8選。2000年の第42回衆議院議員総選挙でも、民主党公認の吉岡賢治、自由党公認の梶原康弘ら4人の対立候補に1人も比例復活を許さず、9選。選挙後に発足した第2次森内閣で農林水産大臣に任命され、2度目の入閣を果たした。
2002年4月、勲一等旭日大綬章を受章。2003年3月には、村岡町名誉町民の称号を授与される。同年秋の第43回衆議院議員総選挙には立候補せず、政界から引退した。なお、選挙区の地盤は息子の谷公一が引き継ぎ、公一は第43回衆議院議員総選挙で当選した。
2011年10月24日、膵臓がんのため、兵庫県神戸市の病院で死去。84歳没。死没日をもって正三位に叙された。